# Musical Theater Basel

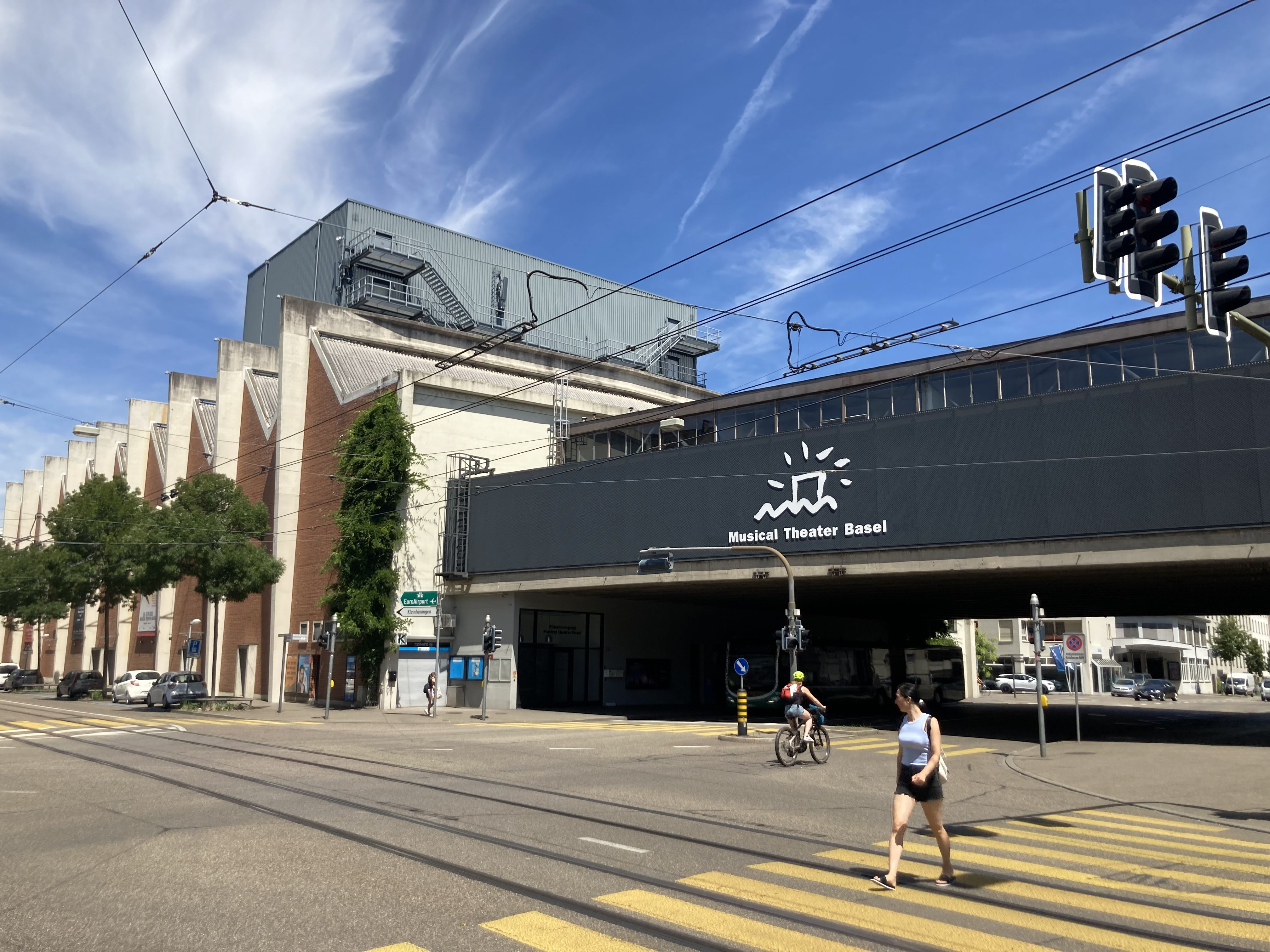
Musical Theater Basel (2022)

Das Musical Theater Basel ist ein Theater- und Konzerthaus in Basel. Auf der Bühne bietet es ein Programm verschiedener Musicals, Ballett- und Tanzaufführungen sowie anderen Shows. Das Musical Theater ist eines der modernsten Theater- und Konzerthäuser der Schweiz und ist Teil des grössten schweizerischen Messe- und Kongressunternehmens. Es wird seit 1998 von Freddy Burger Management betrieben.

## Einrichtung
Das Musical Theater Basel bietet auf 900 m2 eine Gesamtzahl von 1'557 Sitzplätzen, davon 1'102 im Parkett und 455 auf dem Balkon an. Das Foyer besteht aus fünf über zwei Etagen verteilten Bars und bietet Platz für rund 1'000 Gäste. Mit einer Bühnenfläche von 270 m2, mehr als 50 Bühnenaufzügen und einem 26 m hohen Bühnenturm ab Bühnenboden entspricht die Infrastruktur des Musiktheaters den technischen Anforderungen von internationalen Grossproduktionen. Der Orchestergraben ist überbaubar und als Vorbühne nutzbar. Das Musical Theater Basel ist Teil der grössten Schweizer Messe- und Kongressgesellschaft.

## Geschichte
Von Januar bis Mai 1994 führten Vincent und Eynar Grabowsky die Produktion von Andrew Lloyd Webbers Cats, die während rund drei Jahren im Musical Theater Zürich erfolgreich aufgeführt worden war, in der Messehalle 106 der Messe Basel vor. Die Brüder Grabowsky wollten Anfang 1994 das Musical Theater Zürich für das Musical The Phantom of the Opera umbauen. Dies wurde jedoch von der Zürcher Behörde abgelehnt, womit sich nun in Basel die Möglichkeit bot, ein permanentes Theater ausschliesslich für Musical-Produktionen zu errichten. Mit einem einmaligen Betrag von zehn Millionen Franken des Kantons Basel-Stadt, liess die Messe Basel das Musical in die Ausstellungshalle 107 einbauen. Am 25. September 1995 war die Eröffnungsfeier und am 12. Oktober 1995 fand die Premiere von Das Phantom der Oper statt. Als Produzent trat Andrew Lloyd Webber auf. Das Musical musste am 27. Juli 1997 aufgrund zu geringer Besucherzahlen abgesetzt werden. Das Musical Crazy for You! der Brüder George Gershwin und Ira Gershwin, koproduziert von der Messe Basel, wurde vom Oktober 1997 bis Februar 1998 im Musical Theater aufgeführt. Abgesehen von einem Gastspiel des Zürcher Balletts, stand das Musical Theater während mehrerer Monate leer.
Die Messe Basel vermietete am 1. Oktober 1998 das Theater an die Freddy Burger Management Group. Ihr obliegt seither die Betriebsführung und Programmgestaltung des Musical Theaters. Sie vermieten es an Veranstalter von Produktionen weiter, wobei diese den Theaterbetrieb auf eigenes Risiko führen müssen. Seitdem werden verschiedenartige Veranstaltungen mit kürzerer Spieldauer angeboten. Auf dem Programm stehen Musicals, Opern, Tanz, Konzerte, Comedy und Shows. Dies waren anderem die Musicals Grease von Jim Jacobs und Warren Casey 2000, Chicago von John Kander 2000/2001, Jesus Christ Superstar und Evita von Andrew Lloyd Webber im Jahr 2002. Im Musical Theater finden auch zahlreiche traditionelle Vorfasnachtsveranstaltungen statt.

## Architektur
Das heutige Musical Theater wird als eines der aussergewöhnlichen Bauten auf dem Messegelände in Basel bezeichnet. Architektonisch sticht das von den damals in der Stadt vielbeschäftigten Baumeistern Franz Bräuning und Arthur Dürig 1958 entworfene Gebäude hervor. Die markante Sheddach-Form erinnert an jene chemischer oder mechanischer Produktionshallen, wie sie in der ersten Hälfte des 20. Jahrhunderts besonders im Kleinbasel noch häufig anzutreffen waren.